# Centrale nucleare di Biblis
La centrale nucleare di Biblis è una centrale nucleare della Germania situata presso la località di Biblis in Assia. La centrale è composta da due reattori PWR per complessivi 2047 MW di potenza. Il reattore A, secondo i piani di uscita dal nucleare, doveva chiudere per la primavera del 2010 assieme al reattore 1 di Neckarwestheim, il governo ha però sospeso al momento l'uscita dal nucleare ed ha prorogato la vita media dei reattori di 12 anni. A seguito degli eventi nella centrale nucleare di Fukushima Daiichi l'impianto è stato prima spento, e poi definitivamente chiuso e posto in decommissioning.

## I Reattori

### Biblis A
A fine marzo 2010 il reattore è ritornato in funzione dopo un lungo fermo, causato da aggiornamenti. Il fermo è durato molto più a lungo del previsto per attendere l'esito delle elezioni federali in Germania del 2009 ed attendere quindi la decisione sul futuro programma nucleare tedesco.
A seguito degli eventi nella centrale nucleare di Fukushima Daiichi, la cancelliera tedesca Angela Merkel ha annunciato il 14 marzo 2011 la chiusura del reattore, per valutare le prestazioni di tutto il parco nucleare tedesco e valutarne l'affidabilità.